# Journey (musikgrupp)
Journey är ett amerikanskt rockband bildat 1973 i San Francisco, Kalifornien, av gitarristen Neal Schon och keyboardisten Gregg Rolie, båda ex-medlemmar av Santana. Journey har sålt ca 80 miljoner album världen över. Några av bandets största hits är "Don't Stop Believin'", "Separate Ways (Worlds Apart)", "Open Arms" och "The Girl Can't Help It".

## Historia

### Början
I december 1971 bestämde sig Gregg Rolie för att han hade tröttnat på sin roll som keyboardist och sångare i Santana, eftersom han länge hade varit i gräl med Carlos Santana. Han åkte då hem till Seattle och startade en restaurang med sin pappa. Samtidigt låg Santanas turnémanager Walter "Herbie" Herbert även han i gräl med Carlos Santana efter en stressig turné med Santana i Sydamerika. Herbie och gitarristen Neal Schon hade blivit goda vänner under turnén och Herbie fick en idé om att bilda ett nytt band med Schon. Detta band blev senare Journey.
De första skivorna innehöll en introvert sorts jazzrock med många instrumentala passager, Rolie var vid tidpunkten även bandets sångare. Efter flera medlemsbyten kom så gruppens klassiska vokalist Steve Perry till gruppen vid releasen till fjärde plattan Infinity (1978). Plattan blev bandets första stora framgång och producerade flera hits, bland annat "Lights" och "Wheel in the Sky". Perrys omfångsrika, rena röst blev en viktig del i bandets sound och därefter delade han och Rolie på sången, bland annat på låten "Just the Same Way" (1979).

### Kommersiellt genombrott
Efter liveplattan Captured hade Rolie tröttnat på bandets nya inriktning och hoppade av. Ny keyboardist blev då Jonathan Cain (ex-The Babys) som med sin melodiska spelstil och låtskrivarförmåga skulle ge bandet än mer framgång. Cain hade en överbliven låt från sitt förra band The Babys som inte hade blivit inspelad då sångaren John Waite tyckte låten var för smörig. Låten ifråga, "Open Arms", spelades därför in av Journey på skivan Escape (1981) som blev bandets stora kommersiella genombrott. Låten blev #2 på den amerikanska Billboardlistan och skivan sålde i miljonupplagor och betraktas idag som en AOR-klassiker. Andra stora hits ifrån plattan blev "Don't Stop Believin'", "Stone In Love" och "Who's Crying Now".
Bandet återkom 1983 med plattan Frontiers där låtarna "Separate Ways (Worlds Apart)" och den av Cain komponerade balladen "Faithfully" blev de största framgångarna. Bandet gjorde en framgångsrik turné i samband med skivan som dokumenterades på Frontiers And Beyond, senare släppt på video. Därefter tog gruppmedlemmarna en kort paus, Schon spelade in en skiva med Hagar Schon Aaronson Shrieve kallad Through The Fire. I bandets återfanns bland annat sångaren Sammy Hagar (ex-Montrose, Van Halen). Perry spelade in sitt första soloalbum Street Talk (1984), som innehöll hiten "Oh Sherrie".

### Raised on Radiooch splittring
1985 medverkade bandet på soundtracket till filmen Vision Quest med låten "Only The Young" och därefter påbörjade bandet inspelningen av en ny skiva. Under inspelningens gång hade dock meningsskiljaktigheter mellan Perry och basisten Ross Valory gjort att den sistnämnde tillsammans med trummisen Steve Smith fått lämna bandet i samband med inspelningen av Raised on Radio (1986). Ersättare på den efterföljande turnén blev istället Randy Jackson (basgitarr) och Mike Baird (trummor). Skivan fick två hits i "Girl Can't Help It" och "Be Good to Yourself" och turnén blev också en succé. Med flera datum av turnén kvar avbröts den dock abrupt utan förklaring, Perry har i efterhand sagt att han var utbränd och var tvungen att komma bort från bandets hektiska schema. Bandet beslöt då att återigen ta en paus, som skulle komma att vara i tio år.

### Återförening
Förutom att Perry, Schon och Cain hade gjort en spontan konsert 1991 var Journey ett nedlagt band. I mitten av 1990-talet gjorde bandet dock en tillfällig comeback, nu med  amerikanen Kevin Chalfant (The Storm) på sång. Steve Perry i sin tur släppte sin andra soloskiva For the Love of Strange Medicine 1994 och gjorde även en kortare turné i samband med releasen. Plattan blev dock en flopp och kort efteråt meddelades att Journey skulle återförenas i den klassiska Escape-sättningen. Bandet släppte Trial by Fire (1996) som blev en succé och gav bandet en hit i balladen "When You Love a Woman".
En turné var planerad men fick skjutas på framtiden då Perry skadade sig när han tränade inför turnén. Det visade sig att hans höft var skadad och krävde en transplantation. Då Perry inte kunde ge svar på hur lång tid detta skulle ta och de andra medlemmarna blev alltmer irriterade på att hållas tillbaka ersatte man därför Perry med Steve Augeri 1998 och genomförde konserter som skulle ha genomförts i samband med Trial By Fire. Trummisen Steve Smith hoppade dock av bandet då han ansåg att ett Journey utan Steve Perry var dömt att misslyckas. Ny trummis blev då Deen Castronovo som Cain och Schon spelat tillsammans med i Bad English.

### Sångarbyten
Med Augeri som sångare släppte man låten "Remember Me" på soundtracket till filmen Armageddon 1998. Därefter dröjde det ända tills 2001 då bandet släppte Arrival med den nya sättningen. Skivan var i klar paritet med bandets förflutna och Augeris röst var i flera hänseenden en kopia av Perrys, men skivan blev ändå inte den framgång man hoppats på. Bandet släppte senare live-DVD:n 2001 inspelad i Las Vegas på Arrival-turnén. Samma år släpptes också samlingsplattan The Essential Journey som endast innehöll låtar ifrån tiden med Perry som sångare. 2002 släppte gruppen lågbudget-EP:n Red 13 som ett mellansläpp i väntan på nästa riktiga skiva, denna fick dock dålig kritik för sin usla produktion och standardiserade låtmaterial.
Generations släpptes 2005 och bandet gav sig ut på ytterligare en turné, men då började de verkliga problemen för bandet. Augeri hade periodvis haft problem med rösten, och på stora delar av turnén – inklusive vid bandets spelning på Sweden Rock Festival 2006 – använde man istället förinspelad sång. Situationen gjorde att fans blev besvikna och Augeri lämnade sedermera bandet; han återupptog istället sitt gamla band Tall Stories 2008.
Bandet utannonserade att Augeris ersättare var Jeff Scott Soto (Talisman, ex-Yngwie Malmsteen) som hade spelat med Schon i bandet Soul Sirkus. Denne genomförde de resterande spelningarna på turnén och fick ett överväldigande mottagande av bandets fans. Bandet gick senare ut med nyheten att Soto skulle bli permanent medlem i bandet. Soto annonserade sitt avsked ifrån sitt huvudband Talisman 2007 för att kunna satsa helhjärtat på Journey. Kort därefter fick Soto besked via omvägar att han hade blivit sparkad av bandet. Något desillusionerad tog Soto därefter snabbt upp sin solokarriär.

### Nutid
Spekulationerna påbörjades att Journey nu skulle återförenas med Steve Perry, något som efterlystes av bandets fans. Ny sångare blev dock filippinskättade Arnel Pineda som Schon upptäckt på Youtube då denne sjöng flera Journey-covers med sitt dåvarande band The Zoo. Pineda har, liksom Augeri, en röst som påminner om Perrys vilket många senare har tolkat som förklaring till att Soto inte fick jobbet då han har en annan röstkaraktär. Med den nya sättningen släppte man 2008 Revelation som hyllades av kritikerna som en återgång till bandets klassiska sound ifrån 1980-talet. Skivan släpptes som en dubbelskiva, där skiva två bestod av klassiska Journey-låtar, i nyinspelning med Pineda på sång. Detta gjorde att fansen spekulerade i att bandet ville markera att de nu stängt dörren till Perry för gott. I maj 2011 släppte Journey sitt senaste album, Eclipse.
"Don't Stop Believin'" fick på senare år en renässans då låten spelades i en uppmärksammad slutscen i kritikerrosade amerikanska TV-serien Sopranos.
Castronovo fick lämna bandet 2015 efter att ha blivit åtalad för våldtäkt, sexuellt våld och misshandel gentemot sin fru. Omar Hakim ersatte Castronovo under bandets konserter 2015. Den 24 november utannonserades att Steve Smith var tillbaka i bandet på permanent basis, för första gången sedan 1998.
Den sjunde april 2017 röstades Journey tillsammans med ett antal andra artister in i Rock and Roll Hall of Fame. Perry, Rolie, Smith, Cain, Schon och Valory medverkade samtliga vid ceremonin.
Efter en rättstvist, där Valory och Smith försökt få större del av Journeys framtida inkomster, sparkades båda från bandet den 3 mars 2020. Neal Schon släppte den 23 maj samma år nyheten om att Randy Jackson och Narada Michael Walden var nya medlemmar i gruppen, därmed återvände Jackson till gruppen han lämnade 1987. Castronovo återvände även han på nytt till bandet 2021 som numera består av kärnan Schon/Cain/Pineda och roterande musiker i övrigt.
2022 släppte bandet albumet ”Freedom” som var bandets första skiva på 11 år.

## Diskografi

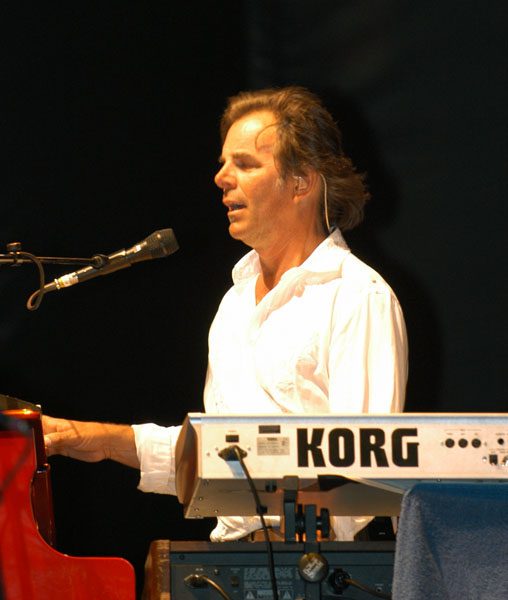
Jonathan Cain

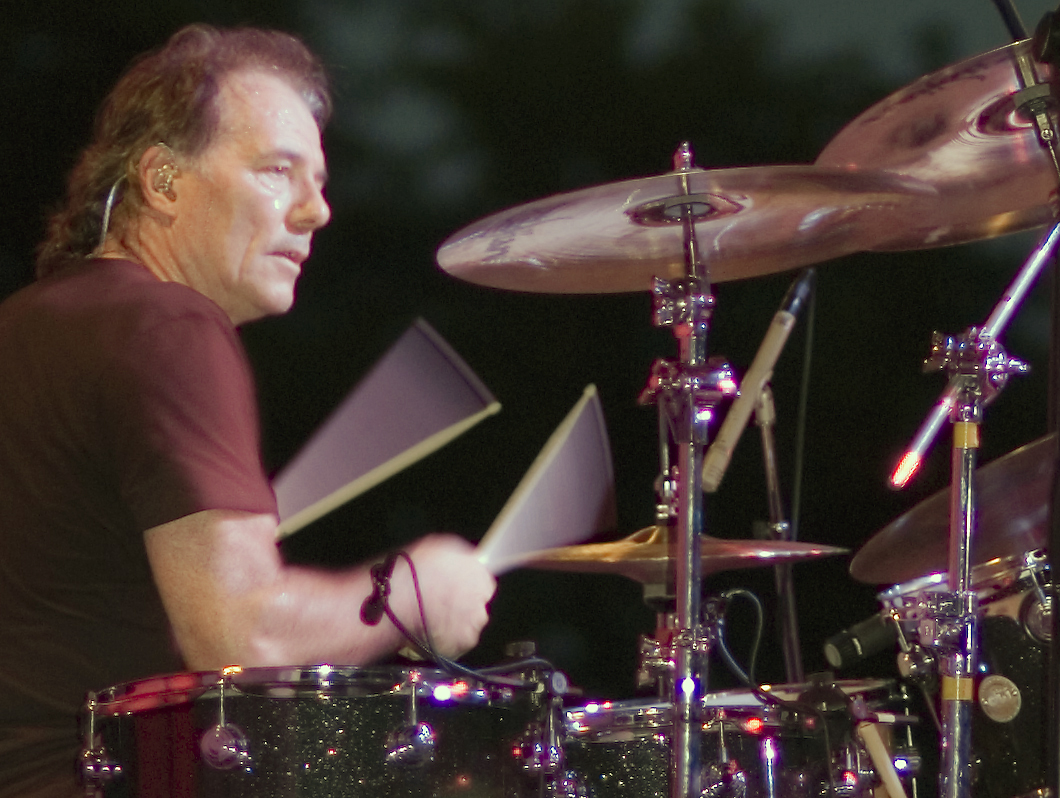
Aynsley Dunbar

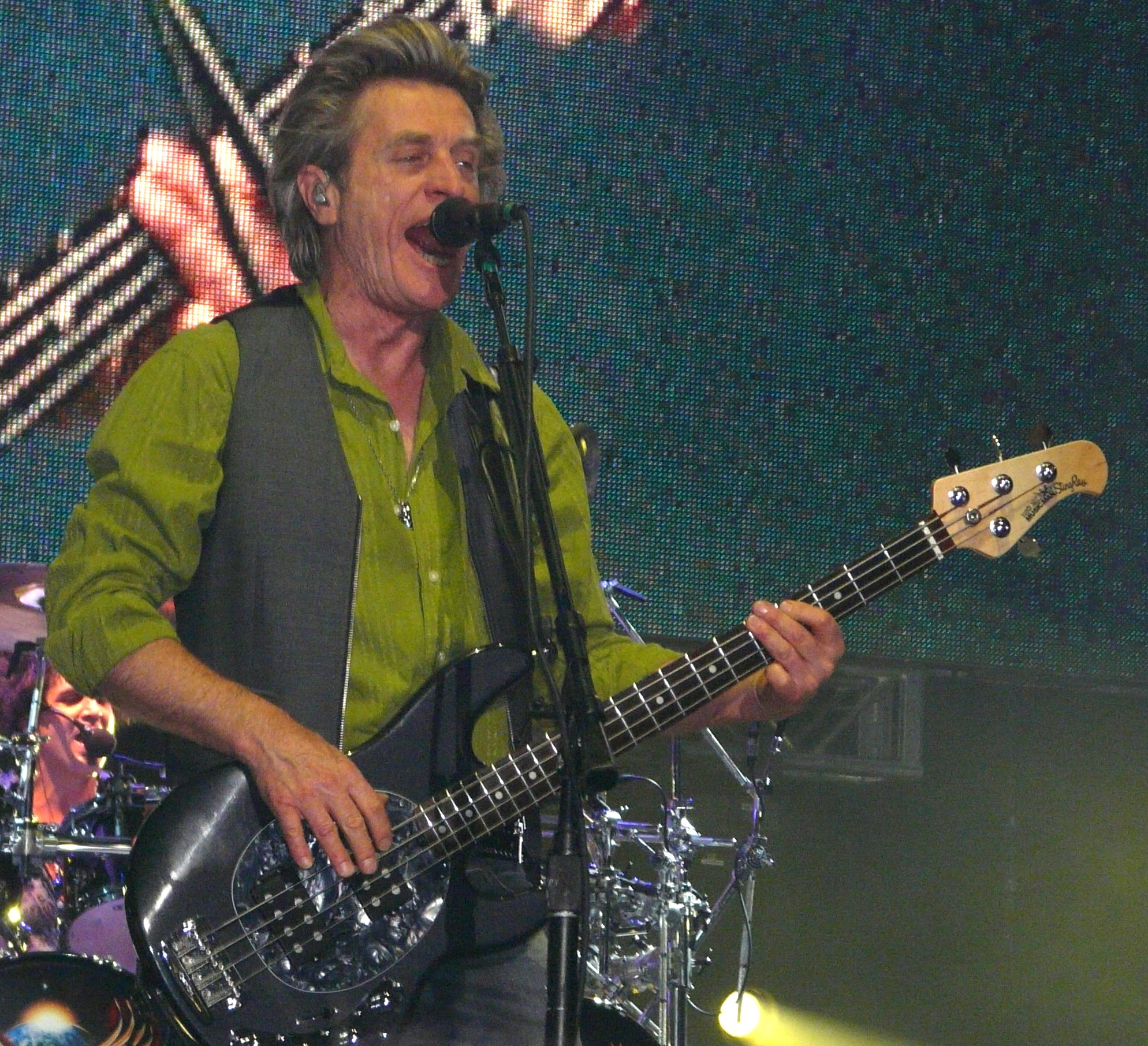
Ross Valory

### Studioalbum
- 1975 – Journey
- 1976 – Look into the Future
- 1977 – Next
- 1978 – Infinity
- 1979 – Evolution
- 1980 – Departure
- 1980 – Dream After Dream
- 1981 – Escape
- 1983 – Frontiers
- 1986 – Raised on Radio
- 1996 – Trial by Fire
- 2001 – Arrival
- 2002 – Red 13
- 2005 – Generations
- 2008 – Revelation
- 2011 – Eclipse
- 2022 – Freedom

### Livealbum
- 1981 – Captured
- 1998 – Greatest Hits Live 1997
- 2005 – Live in Houston 1981: The Escape Tour
- 2019 – Escape & Frontiers Live in Japan

### Samlingsalbum
- 1988 – Greatest Hits (1977-1987)
- 1992 – Time 3
- 2001 – The Essential Journey
- 2011 – Greatest Hits 2

### Videor
- 1984 – Frontiers & Beyond
- 1986 – Raised On Radio
- 2001 – Journey 2001
- 2003 – Greatest Hits 1978-1997
- 2005 – Live in Houston 1981: The Escape Tour
- 2009 – Live in Manila

## Medlemmar

### Nuvarande medlemmar
- Arnel Pineda (sång 2007–) (Tidigare band: The Zoo)
- Neal Schon (sologitarr 1973–) (Tidigare band: Santana, Azteca, Bad English)
- Jonathan Cain (keyboard och kompgitarr, 1981–) (Tidigare band: The Babys och Bad English)
- Randy Jackson (elbas, 1985–1987 och 2020-)
- Deen Castronovo (trummor 1998–2015 och 2022-)

### Tidigare medlemmar
- Steve Perry (sång, 1978–1998)
- Gregg Rolie (keyboard, sång 1973–1981)
- Ross Valory (elbas 1973–1985 och 1996–2020) (Tidigare band: The Storm och Steve Miller Band)
- Steve Smith (trummor, 1979–1985; 1996–1997; 2015–2020)
- Narada Michael Walden (trummor, 2020-2022)
- Jeff Scott Soto (sång, 2006–2007)
- Steve Augeri (sång, 1998–2006)
- Prairie Prince (trummor, 1973)
- George Tickner (kompgitarr, 1973–1976)
- Aynsley Dunbar (trummor, 1975–1978)
- Robert Fleishman (sång, 1978)

### Livemusiker
- Mike Baird (trummor, 1986–1987)
- Omar Hakim (trummor, 2015)
- Travis Thibodaux (keyboard, 2016-2019)
- Jason Derlatka (keyboard, 2020-)